# Cooper Hummel
Cooper Everett Hummel (Portland, Oregón, 28 de noviembre de 1994), más conocido como Cooper Hummel, es un jugador profesional estadounidense de béisbol que se desempeña en la posición de jardinero izquierdo en Houston Astros, equipo de las Grandes Ligas de Béisbol (MLB).

## Carrera
Hummel hizo su debut en la MLB con el equipo Arizona Diamondbacks, en el cual jugó una temporada (2022), después pasó a Seattle Mariners (2023), posteriormente a Houston Astros, donde lleva jugando una temporada.